# Montrealer Annexionsmanifest
Das Montrealer Annexionsmanifest war ein am 14. September 1849 in Montreal unterzeichnetes Dokument, das den Anschluss der Provinz Kanada an die Vereinigten Staaten forderte.
Das Manifest wurde zwischen Oktober und Dezember 1849 in zwei Versionen veröffentlicht und von der Annexation Association herausgegeben, einer Vereinigung von über 300 Geschäftsleuten aus Montreal. Die Unterzeichner waren zumeist englischsprachige Mitglieder der Konservativen Partei Kanadas und französische Kanadier, unter Führung von Louis-Joseph Papineau, die die in den Vereinigten Staaten herrschende Staatsform der Republik befürworteten. Zu den Unterzeichnern gehörte unter anderem der spätere Premierminister John Abbott. Das Dokument wurde als Reaktion auf die Abschaffung der Corn Laws durch die britische Regierung und den damit verbundenen Verlust von Vorteilen der Provinz Kanada im Handel mit dem Vereinigten Königreich verabschiedet. Durch die, mit der Abschaffung der Corn Laws einhergehende Abschaffung von Zöllen, befürchtete man, dass es zu erheblichen wirtschaftlichen Einbußen und einem massiven Abbau von Arbeitsplätzen in der Provinz Kanada kommen würde. Als weiterer Auslöser der Verabschiedung des Manifests gilt zudem die Zustimmung der britischen Regierung zum Rebellion Losses Bill, ein Gesetz, in dem Zahlungen zur Wiedergutmachung von Schäden, die in den Rebellionen von 1837 entstanden waren, vorgesehen waren. Während die unterzeichnenden Geschäftsleute in der Annexion eine Möglichkeit sahen, den nach ihrer Meinung zu starken Einfluss Großbritanniens in der Provinz Kanada zu durchbrechen, ging es den französischen Kanadiern in gleicher Weise darum, sich vom Einfluss Frankreichs zu befreien.
Das Manifest stieß jedoch auf starken Widerstand. So sprachen sich nicht nur führende kanadische Politiker wie Robert Baldwin und Louis-Hippolyte La Fontaine gegen einen Zusammenschluss der Provinz Kanada mit den Vereinigten Staaten aus, auch die amerikanische Presse stand der Idee eher kritisch gegenüber. Mit der Unterzeichnung des kanadisch-amerikanischen Staatsvertrags von 1854, der ein weitreichendes Freihandelsabkommen zwischen den beiden Staaten darstellte, war die Annexionsbewegung am Ende.